# Monza
För andra betydelser, se Monza (olika betydelser).
Monza är en stad och kommun i den italienska regionen Lombardiet och huvudort i provinsen Monza e Brianza. Kommunen hade 123 397 invånare (2018) och gränsar till kommunerna Brugherio, Cinisello Balsamo, Concorezzo, Lissone, Muggiò, Sesto San Giovanni, Vedano al Lambro och Villasanta.
Staden är historiskt mest känd för sin katedral i vilken järnkronan förvaras. Här ligger racerbanan Autodromo Nazionale Monza där man bland annat kör Italiens Grand Prix.
Katedralen i Monza anses grundad av Theodolinda och ombyggdes med praktfull marmorutsmyckning på 1300-talet av Matteo da Campione. I Theodolindas kapell, med fresker från 1400-talet förvaras domskatten, varibland särskilt märks järnkronan. Rådhuset härrör från 1200-talet. Utanför Monza ligger Villa reale, ett före detta kungligt lustslott, sedan 1922 säte för konstakademin.